# وفاة كم جونغ إل
تأخر إعلان وفاة الزعيم الكوري الشمالي كيم جونغ إل لمدة 51 ساعة، وفي يوم 19 ديسمبر عام 2011، أعلن التلفزيون الرسمي وفاة كيم جونغ إل عن عمر يناهز 71 عاماً.

## رثاء وفاة كيم جونغ
رثى التلفزيون الكوري الشمالي الزعيم الكوري الشمالي كيم جونغ إل، وتوجه برسالة إلى الشعب الكوري الشمالي:
| ” | لقد أفنى حياته من أجل القضية الثورية، وعمل بنشاط ليلاً ونهاراً لأجل تحقيق الازدهار للوطن وللاشتراكية، وهو الذي غرس السعادة والحب بين الناس، وأعاد توحيد البلاد وأعلن استقلالها من العالم، لقد رحل فجأة وشعرنا بالأسف العميق. إن موت الزعيم المفاجئ في وقت تاريخي عظيم، عندما أراد أن يفتح مرحلة تاريخية لبناء الدولة الجديدة والثورة الكورية تحقق تقدماً اشتراكياً، رغم الصعوبات، كانت النتيجة أعظم خسارة لحزب العمال الكوري وشعر جميع الكوريين بالحزن في الداخل والخارج. كيم جونغ إل، الذي ولد من رحم مقاتلو جبل بايكدو المقدس، ونشأ ليكون ثورياً عظيماً، قاد بحكمة وإخلاص لحزبه وجيشه وشعبه لفترات طويلة، وأداء لا يموت- مآثر الثورة الكورية. | “ |

## ردة فعل الكوريين
- كوريا الشمالية : أجهش جميع الكوريين بالبكاء أمام كاميرات التلفزيون الكوري بالإكراه، وأعلن أحد رموز كوريا الشيوعية العسكريين أنهم شعروا بالحزن على رحيل كيم جونغ إل، وكرر البكاء الجماعي للمرة الثانية، بعد أن توفي مؤسس كوريا الشمالية كيم إل سوكك.
- كوريا الجنوبية : أعلنت الحكومة الكورية حالة الطوارئ إثر وفاة كيم جونغ إل، وأن البيت الرئاسي «البيت الأزرق» دعا إلى الاجتماع الطارئ لمجلس الأمن الوطني، وقالت وكالة يونهاب الكورية الجنوبية، أنه أعلن حالة الطوارئ والاستنفار في صفوف الجيش الكوري الجنوبي بعد إعلان وفاة كيم جونغ إل.

## المواقف الدولية بعد وفاة كيم جونغ إل
كانت المواقف الرسمية تختلف ما بين تقدم التعزية وما بين أخذ الحيطة والحذر بعد وفاة كيم جونغ إل:
- أرمينيا - قدم رئيس أرمينيا سيرج سركيسيان تعزية إلى الحكومة الكورية الشمالية بمناسبة وفاة كيم جونغ إل.
- أستراليا - دعت الحكومة الأسترالية إلى ضبط النفس بعد وفاة كيم جونغ إل، ودعت أستراليا كوريا الشمالية للانخراط في المجتمع العالمي وإنهاء العزلة، كما دعا إلى السماح ببعثات الأمم المتحدة بتفتيش البرنامج النووي لكوريا الشمالية.
- أذربيجان - ذكرت وكالة الصحافة الأذربيجانية أن الرئيس الأذربيجاني إلهام علييف قدم برقية عزاء إلى كيم جونغ نام «أحد أبناء زعيم كوريا الشمالية» وقال إلهام أود أن أعرب عن خالص التعازي لفقيدكم، وإلى الناس كافة في بلادكم على هذه الخسارة المفجعة لوفاة الزعيم كيم جونغ إل. وكانت كلا من كمبوديا وبنغلاديش وروسيا البيضاء قد قدمت التعازي لأحد أبناء كيم جونغ إل لوفاة أبيهم.
- كندا - قال ستيفن هاربر : سيذكر كيم جونغ إل الزعيم الشمولي ومن معه بأنهم ممن ينتهكون حقوق المواطنين الكوريين الشماليين منذ أن حكموا البلاد عقدين من الزمن، وطالب ستيفن هاربر بالتغيير الإيجابي للسماح للكوريين الشماليين للخروج من العزلة والانغلاق والبؤس.
- الصين – قال المتحدث باسم وزارة الخارجية الصينية بأن كوريا الشمالية تتحول من الحزن إلى القوة وتوحيد الصف، وتتمنى الصين توحيد صفوف الكوريين من أجل الاستقرار والتنمية في شبه الجزيرة الكورية وفي المنطقة ككل.
- كرواتيا – قدم الرئيس الكرواتي إيفو يجوسيبوفيتش تعازيه إلى الشعب الكوري الشمالي بمناسبة وفاة زعيمهم.
- كوبا – أعلن مجلس الدولة في كوبا الحداد الرسمي لوفاة كيم جونغ إل، لمدة ثلاثة أيام.

وأما غينيا الاستوائية وإثيوبيا، أعلنتا عن التعاطف مع الشعب الكوري الشمالي وأرسلتا برقية عزاء إلى النظام الشمولي في كوريا الشمالية.
- فنلندا - إركي تووميويا وزير خارجية فنلندا يعرب عن القلق لتعزيز القبضة الحاكمة في كوريا الشمالية، ودعا إركي لكوريا الشمالية لإصلاحات ديمقراطية.
- فرنسا - وقالت وزارة الخارجية الفرنسية أنها تلتزم بالسلام والاستقرار في شبه الجزيرة الكورية، وأن الشعب الكوري الشمالي تعاني من العزلة والبؤس وعدم احترام حقوق الإنسان، فإن فرنسا ستواصل عملها من أجل الشعب الكوري الشمالي، وقال ألان جوبيه وزير الخارجية أن كوريا الشمالية نظام مغلق تماما، فإننا حذرون جداً حول من سيكون الحاكم القادم، وكما تمنى جوبيه بأن كوريا الشمالية ستزيل الأسلحة النووية.
- ألمانيا - قال وزير الخارجية الألماني أن ألمانيا تأمل لكوريا الشمالية بأن تفتح الأمل للشعب الكوري الشمالي.

## وصلات خارجية
- صحيفة الرياض: البيت الأبيض «يراقب عن كثب» الوضع اثر وفاة كيم جونغ-ايل
- الإمارات اليوم: جنازة عسكرية ضخمة كيم جونغ إيل